# 龙井寺
龙井寺，位于中国广东省云浮市郁南县建城龙井山，为郁南县的一个县级文物保护单位，类型为古建筑，公布时间为1985年。
龙井寺的历史年代为明代。